# Pavel Alekseevič Rotmistrov
Pavel Alekseevič Rotmistrov (in russo Павел Алексеевич Ротмистров?; Skovorovo, 6 luglio 1901 – Mosca, 6 aprile 1982) è stato un generale e politico sovietico, comandante di truppe corazzate durante la Seconda guerra mondiale, conosciuto principalmente per essere stato uno dei comandanti militari sovietici durante la Battaglia di Prochorovka.

## Biografia
Nato nel Governatorato di Tver' nell'odierno Seližarovskij rajon, Rotmistrov entrò nell'Armata Rossa nel 1919, e servi durante la Guerra civile russa, dove fu coinvolto nella repressione della Rivolta di Kronštadt e nella Guerra sovietico-polacca. Comandò in seguito un plotone e dopo una compagnia di fucilieri del 31º reggimento fucilieri della 11ª divisione fucilieri. Nel 1928 entrò nell'Accademia militare Frunze. Dal 1937 al 1940 fu istruttore all'accademia militare superiore di Mosca. Nel 1941 divenne capo dello stato maggiore del 3º corpo meccanizzato.
Durante la Battaglia di Prochorovka comandò la 5ª Armata corazzata della Guardia, guidandola anche durante la Battaglia di Kursk e nell'Operazione Bagration. L'unità sotto il suo comando ingaggiò una furiosa battaglia di carri vicino a Prochorovka scontrandosi contro le divisioni delle Waffen-SS Leibstandarte, Das Reich e Totenkopf in un raggio di almeno 100-200 metri. La distanza tra le unità in campo era talmente ravvicinata che alcuni colpi furono diretti. I carri della 5ª armata corazzata si scontrarono scavalcando letteralmente i carri tedeschi per disabilitare le loro torrette.
Dopo questa brutale battaglia che costò molte perdite ai sovietici, e che fermò anche la loro avanzata, Rotmistrov fu rimosso dal comando dopo l'Operazione Bagration, e divenne vice-comandante delle truppe corazzate allo staff generale. È possibile che le alte perdite subite dalla 5ª Armata corazzata durante la Battaglia di Minsk abbiano portato alla sua rimozione dal comando. È da notare che dopo tale battaglia Rotmistrov non ebbe più comandi attivi durante il resto della Seconda guerra mondiale. Fu promosso a Colonnello generale nell'ottobre 1943 e a primo maresciallo delle truppe corazzate nel febbraio del 1944.
Dopo la fine della Seconda guerra mondiale comandò le truppe meccanizzate del Gruppo di forze sovietiche in Germania e divenne assistente del ministero della difesa sovietico. Divenne il primo maresciallo capo delle truppe corazzate il 28 aprile del 1962.